# Praia da Bordeira
A praia da Bordeira fica localizada na Costa Vicentina, no Algarve junto a duas aldeias, Bordeira e Carrapateira, no município de Aljezur.
Apesar de a praia de ficar mais perto da aldeia da Carrapateira do que da aldeia da Bordeira, dão-lhe o nome de praia da Bordeira, devido ao facto de a ribeira da Bordeira desaguar nessa praia.
É uma praia caracterizada pelo seu longo areal e pelas suas belas dunas.
Esta praia é muito frequentada por surfistas e por pessoas que procuram umas férias longe da confusão das restantes praias algarvias. O acesso pedonal é fácil.